# Gare de Tours
La gare de Tours est une gare ferroviaire française située sur le territoire de la commune de Tours, dans le département d'Indre-et-Loire, en région Centre-Val de Loire.
La gare est exploitée par la Société nationale des chemins de fer français (SNCF). Elle est desservie par le TGV et des trains express régionaux (TER). Néanmoins, sa situation de gare terminus nécessitant un rebroussement lui a fait perdre le trafic de certains trains qui s'arrêtent seulement à la gare de Saint-Pierre-des-Corps. Les voyageurs ont la possibilité de rejoindre facilement l'une ou l'autre, par une navette ferroviaire qui est devenue également un moyen de transport en commun urbain.

## Situation ferroviaire
Établie en impasse à 49 mètres d'altitude, la gare de Tours est à l'origine de la ligne de Tours à Saint-Nazaire, située au point kilométrique (PK) 235,720, et de la ligne de Tours au Mans. N'étant pas située sur la ligne de Paris-Austerlitz à Bordeaux-Saint-Jean, la gare de Tours est reliée à celle-ci par deux raccordements : le raccordement de Saint-Pierre-des-Corps à Tours en direction de Paris-Austerlitz et le raccordement de Tours à Monts (bifurcation de Bordeaux) en direction de Bordeaux-Saint-Jean. La gare de Tours se trouve au PK 235,763 de ce dernier.
Jusqu'au 5 mai 1970, elle était la gare terminus de la ligne des Sables-d'Olonne à Tours dont le tracé de la partie terminale a été abandonné depuis la gare de Joué-lès-Tours, au profit d'un raccordement créé entre cette dernière gare et la ligne de Paris-Austerlitz à Bordeaux-Saint-Jean, au sud de Tours.
La première gare en direction de Saint-Nazaire est celle de Saint-Genouph. En direction du Mans, la première gare ouverte est celle de La Membrolle-sur-Choisille, après celle aujourd’hui fermée de Fondettes - Saint-Cyr. En direction de Paris-Austerlitz, la première gare est celle de Saint-Pierre-des-Corps et en direction de Bordeaux-Saint-Jean, celle de Monts.

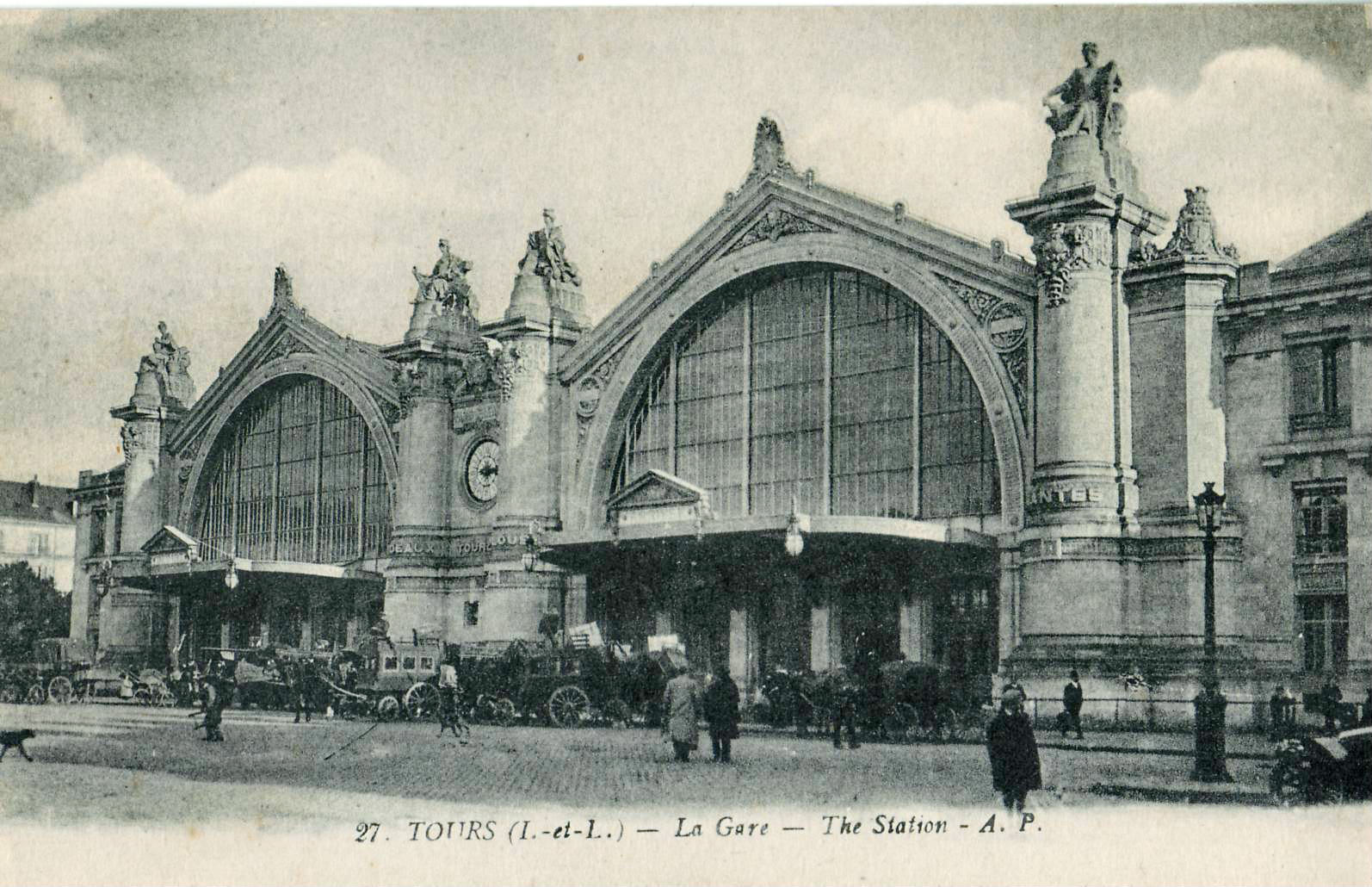
La gare, au début du XX.

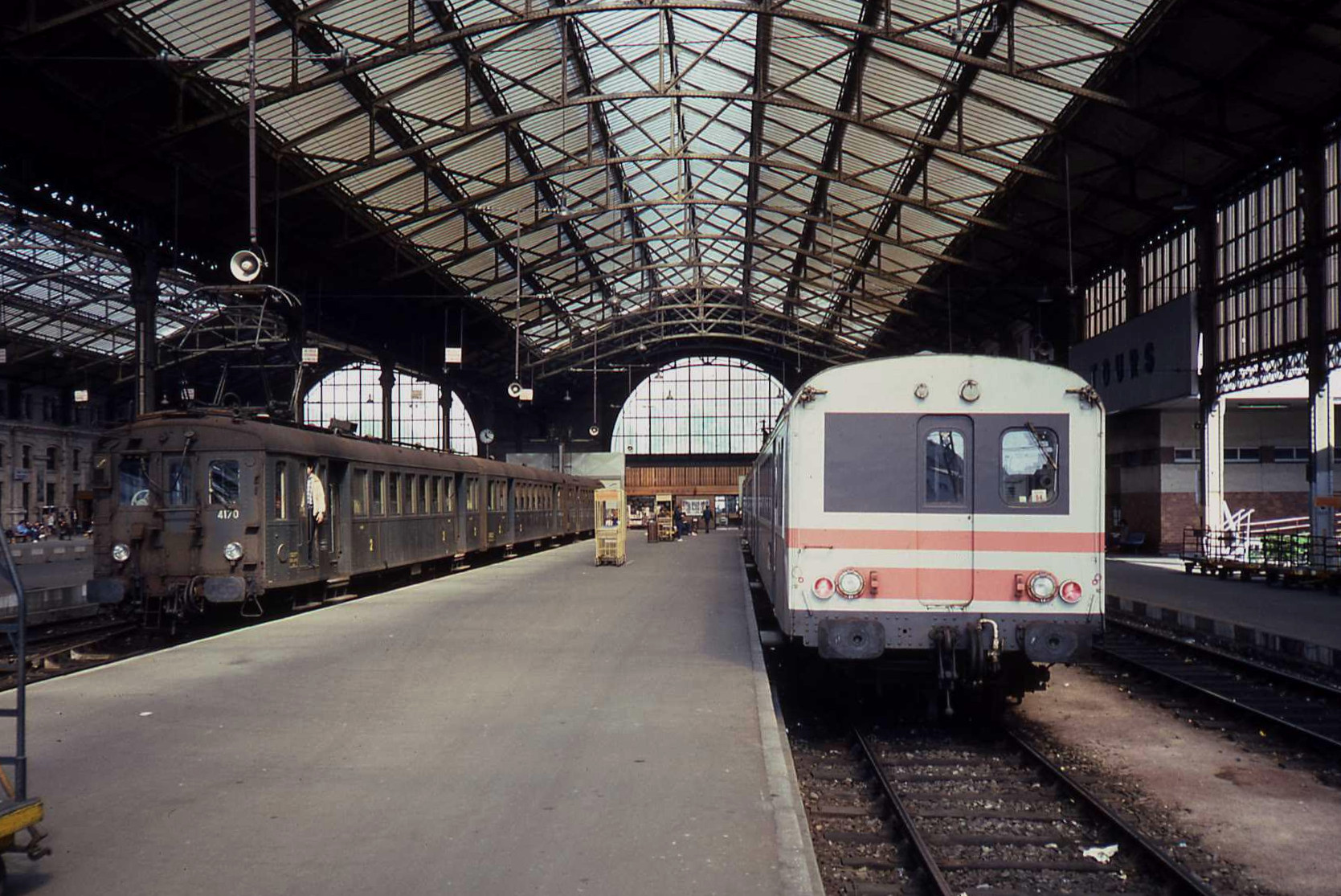
Intérieur de la gare et navette pour Saint-Pierre-des-Corps, en 1983.

## Histoire
La première gare de Tours (appelée L’Embarcadère durant la seconde moitié du XIXe siècle) est construite en 1846 par Phidias Vestier, sur l'emplacement de l'actuelle place du Général-Leclerc, Tours, comme Orléans, ayant accepté tardivement la desserte ferroviaire. Elle est exploitée par la Compagnie du chemin de fer de Paris à Orléans. La gare de Vendée, desservant Les Sables-d'Olonne, est édifiée pour le compte de la Compagnie des chemins de fer de la Vendée en 1875, à l'ouest de la première.
Le bâtiment voyageurs actuel est construit entre 1896 et 1898 sous la direction de l'architecte tourangeau Victor Laloux. Ce chantier avait pour but de fusionner les équipements du Paris-Orléans et des Chemins de fer de l'État (qui avaient acquis les Chemins de fer de la Vendée). Il fait l’objet d’une inscription au titre des monuments historiques depuis le 28 décembre 1984.
Entre la fin du XIXe siècle et la Seconde Guerre mondiale, les voies de chemin de fer et les ateliers des compagnies ferroviaires occupaient une large superficie de la ville de Tours ; ces espaces ont été urbanisés pour former les quartiers du Sanitas et de la Rotonde.
Dans le cadre du chantier de la première ligne du tramway en 2013, des annexes de la gare ont été détruites, ainsi que les bâtiments de la rue de Nantes qui reliait la rue des Aumônes à la place du Général-Leclerc en longeant la gare. La rue de Nantes est remplacée par la voie du tramway, tandis que la façade ouest de la gare est ouverte pour faciliter l'accès à la nouvelle station Gare de Tours.
En 2022, selon les estimations de la SNCF, la fréquentation annuelle de la gare est de 6 248 554 voyageurs. Ce nombre s'élève à 4 377 052 en 2021, à 3 152 214 en 2020, à 4 962 177 en 2019 et à 4 690 784 en 2018

## Service des voyageurs

### Accueil
Gare SNCF, elle dispose d'un bâtiment voyageurs, avec guichet, ouvert tous les jours et équipé de distributeurs automatiques de titres de transport. Elle est équipée de 6 quais desservant 12 voies. Le quai desservant les voies D et E, et le quai desservant les voies F et G font plus de 443 mètres, permettant de recevoir deux rames de TGV Atlantique (une motrice pouvant être hors quai).
Le bâtiment voyageurs rassemble quatre matériaux : la pierre (pour la façade et ses statues), le fer (comme structure porteuse), la fonte (notamment pour l'ornement des colonnes intérieures) et le verre (avec deux grandes verrières sur la façade pour offrir de la légèreté et de la transparence).
Quatre statues dominent l'édifice. Deux réalisées par Jean-Antoine Injalbert (allégories de Bordeaux et Toulouse), et deux réalisées par Jean-Baptiste Hugues (allégories de Limoges et Nantes). Les panneaux de faïences peintes, réalisés entre 1896 et 1898, sont d'Eugène Martial Simas.
La gare de Tours-Centre a connu une réhabilitation de son intérieur et des travaux de façade, en 2006. Des feuilles d'or furent ainsi posées, comme le projet de Laloux le prévoyait à la base.
La réfection de l'édifice s'est poursuivie jusqu'en 2013. Ainsi, l'agencement intérieur a été revu et des ouvertures ont été effectuées à l'ouest du bâtiment pour créer une troisième entrée. Parallèlement, la grande halle voyageurs est restaurée avec remise en peinture des éléments métalliques de la charpente ; de même, la couverture en zinc et la couverture translucide (avec du polycarbonate à la place du polyester) sont refaites.

Façade de la gare
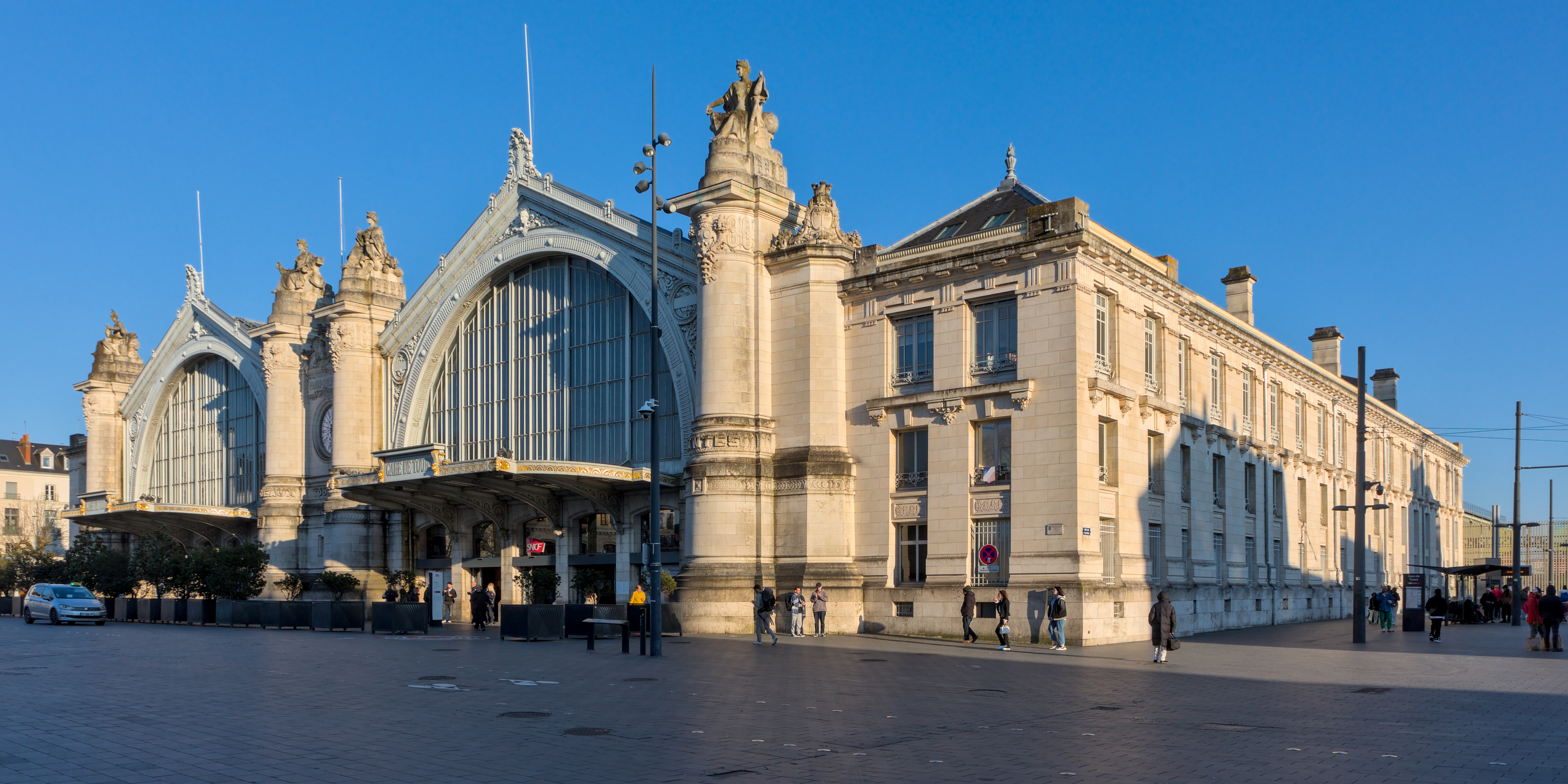
La gare en fin d'après-midi.
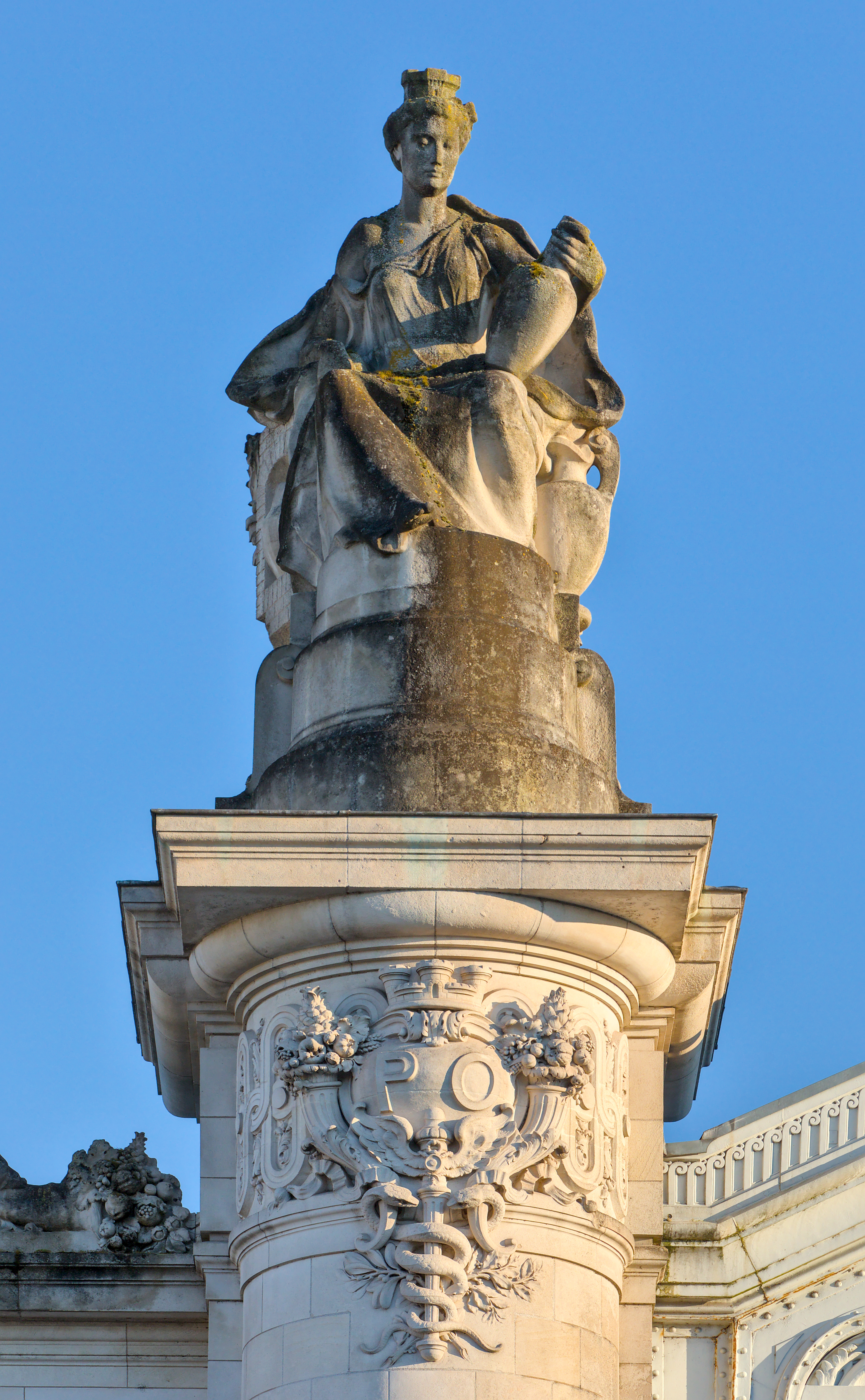
Allégorie de Limoges.
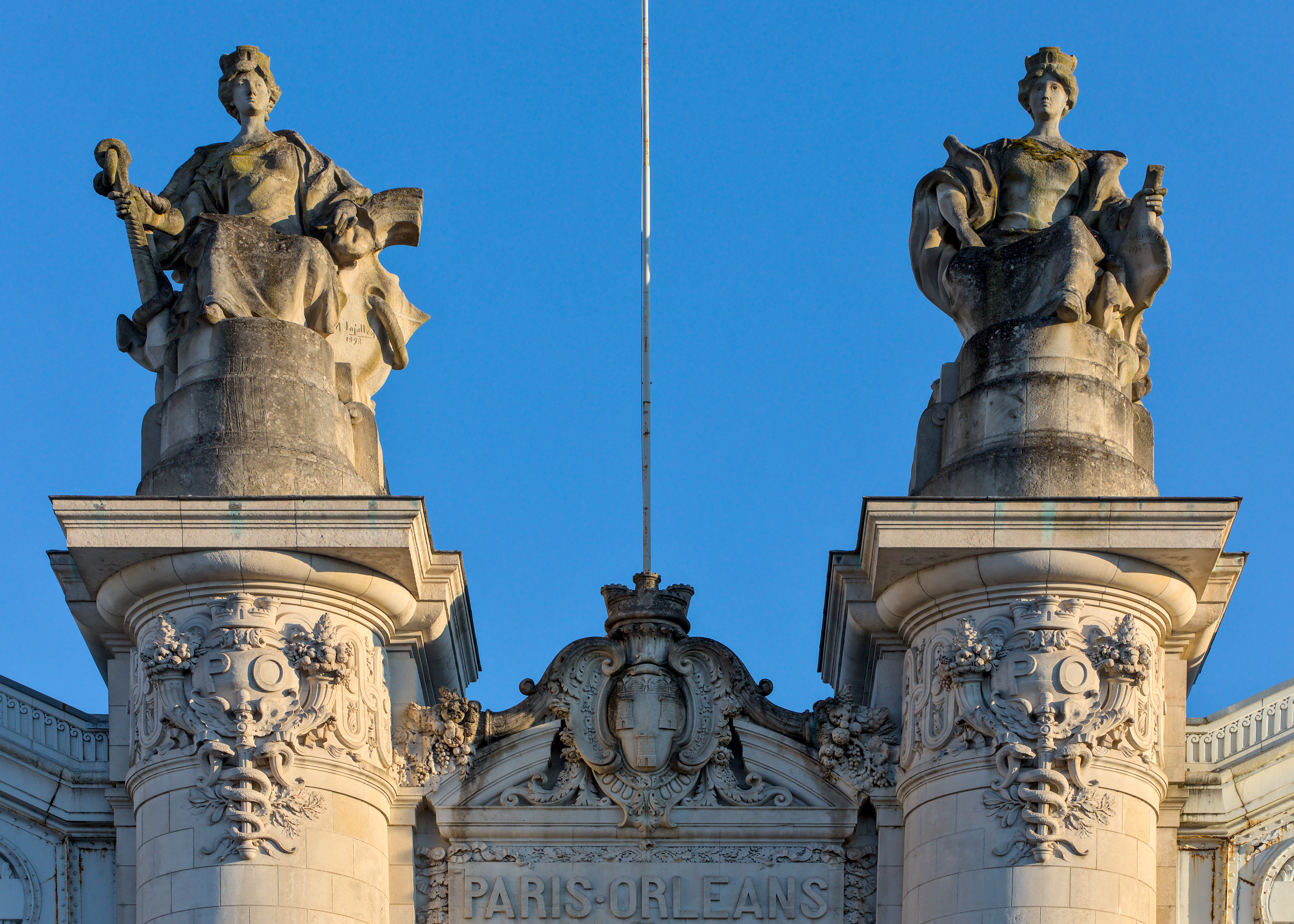
Allégories de Bordeaux et Toulouse.
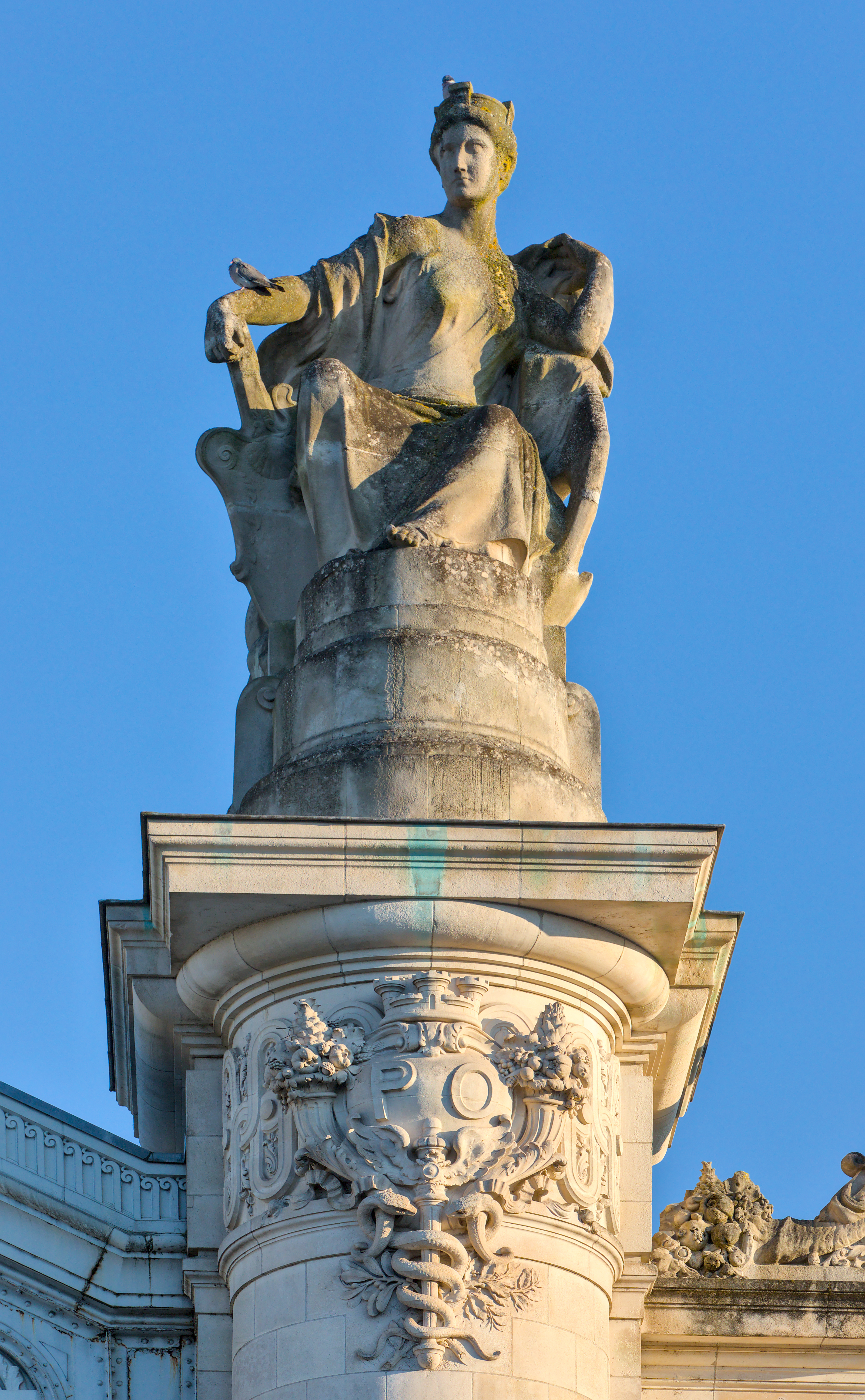
Allégorie de Nantes.
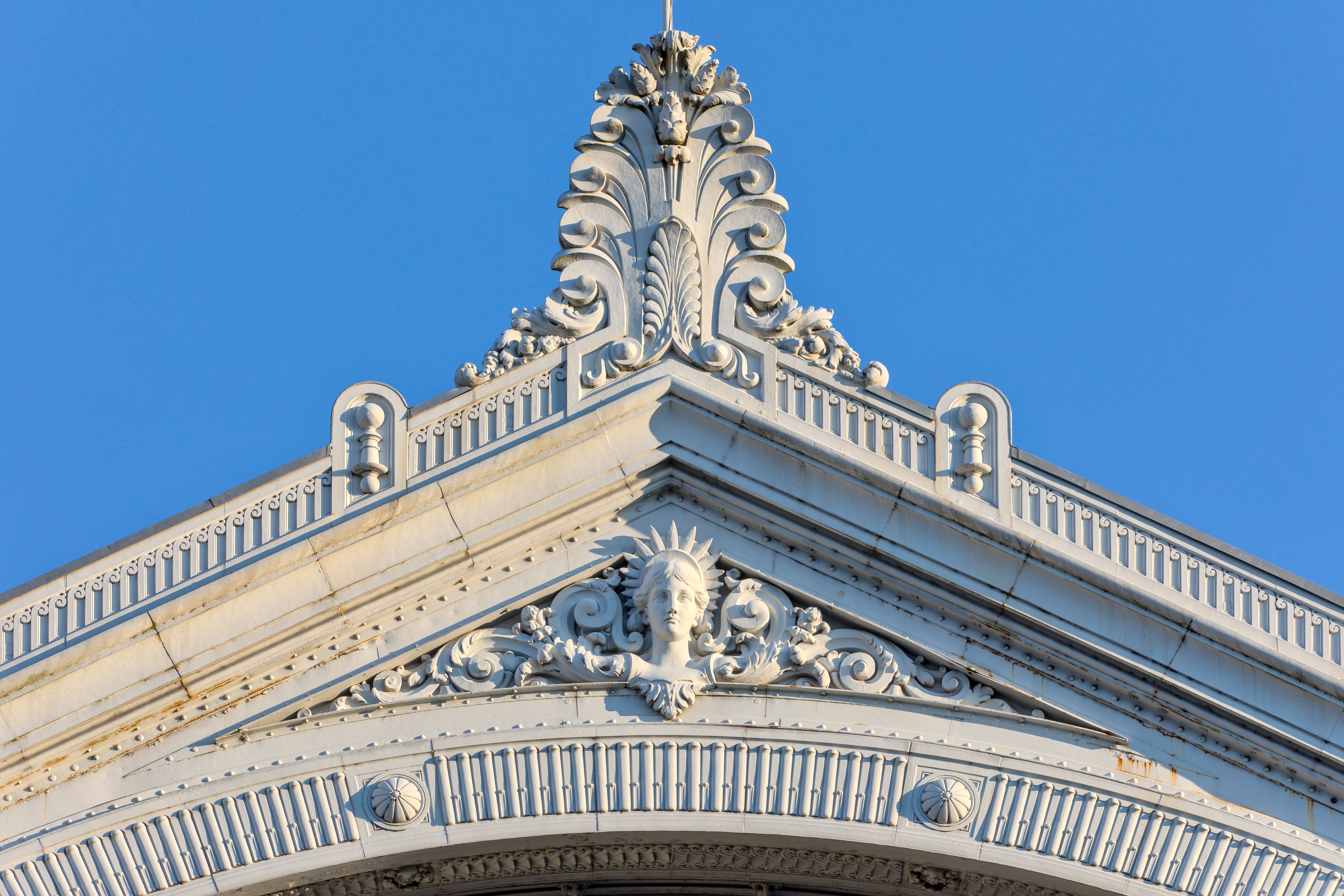
Détails au sommet d'une des deux verrières.
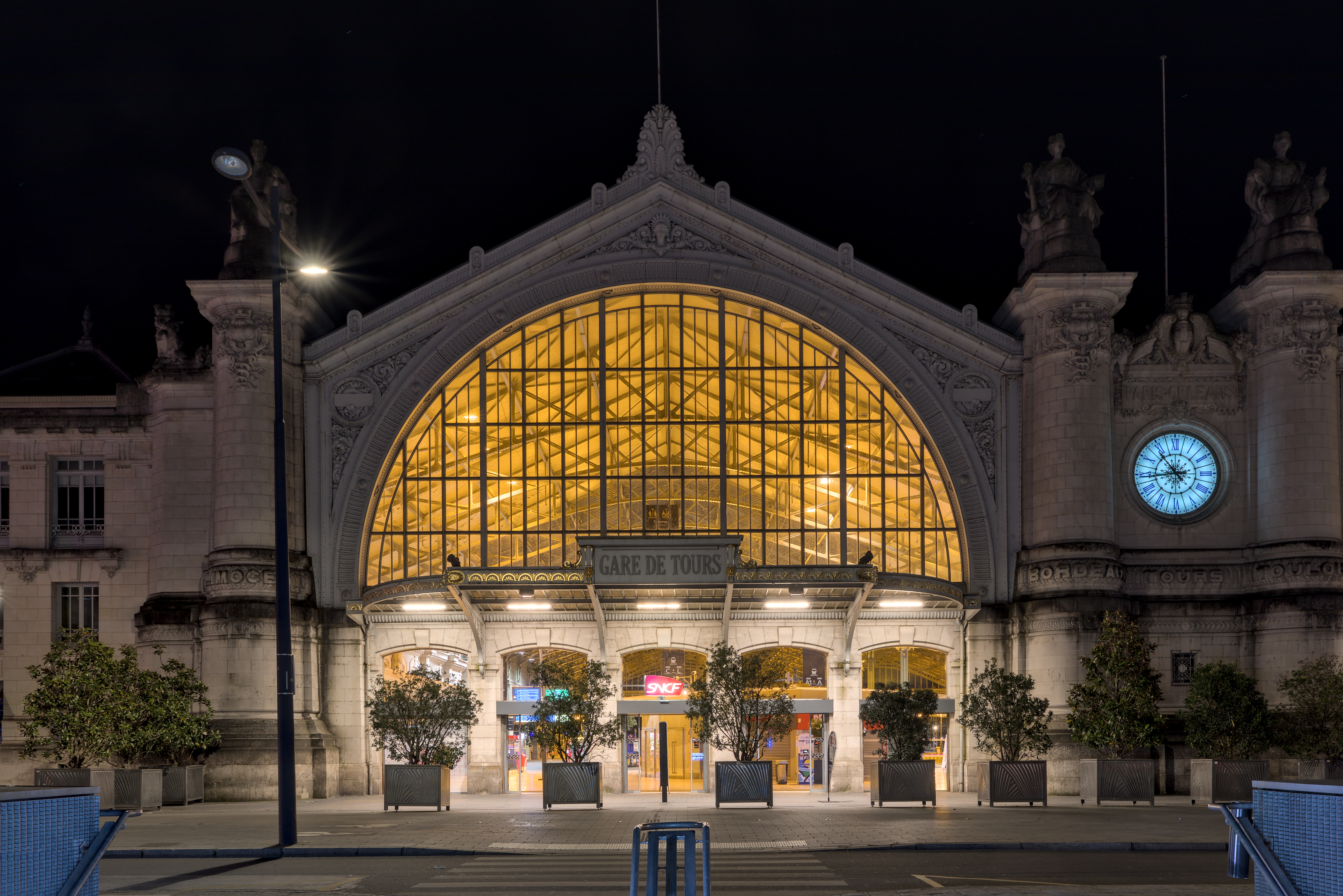
Une des deux verrières de nuit.

### Desserte
La gare étant en cul-de-sac, la quasi-totalité des trains y sont terminus. Elle offre des relations avec la gare de Paris-Montparnasse par TGV. De nombreuses autres destinations sont possibles grâce aux TER Centre-Val de Loire : Orléans, Nevers, Lyon via Paray-le-Monial, Poitiers, Nantes (voire Le Croisic), Chartres, Chinon, Loches, Paris-Austerlitz via Châteaudun ou Blois - Chambord, Le Mans, Caen et La Roche-sur-Yon via Saumur.
L'accès à Tours se fait aussi grâce à une seconde gare, la gare de Saint-Pierre-des-Corps. En effet, pour éviter le rebroussement des trains venant de Paris et à destination de la côte atlantique (La Rochelle, Bordeaux), l'arrêt se fait à Saint-Pierre-des-Corps. Il existe un service de navettes entre ces deux gares, afin d'assurer les correspondances.

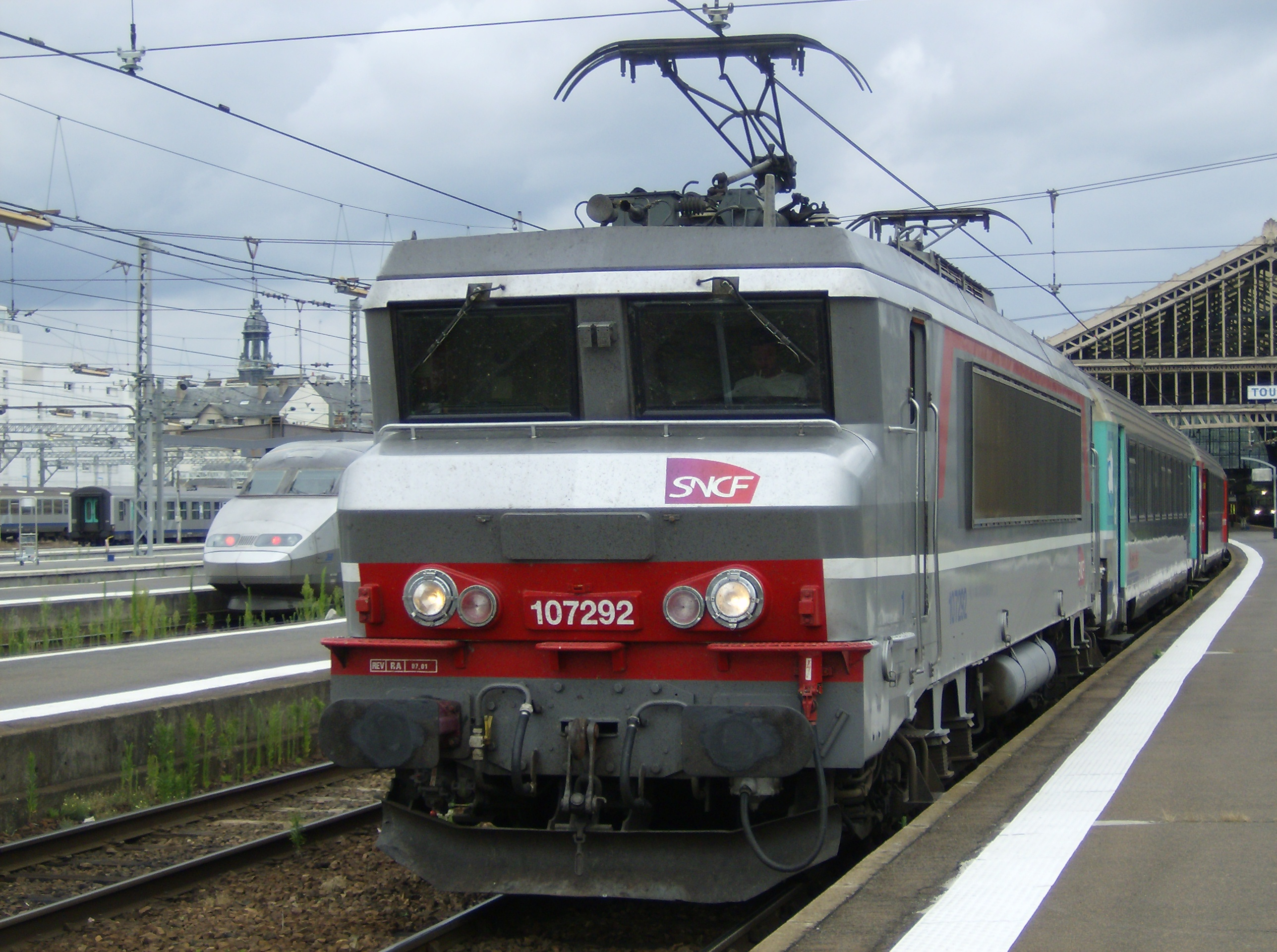
BB 7200 en tête d'un Aqualys pour Paris-Austerlitz, en 2007. La desserte Aqualys est devenue Rémi Express.
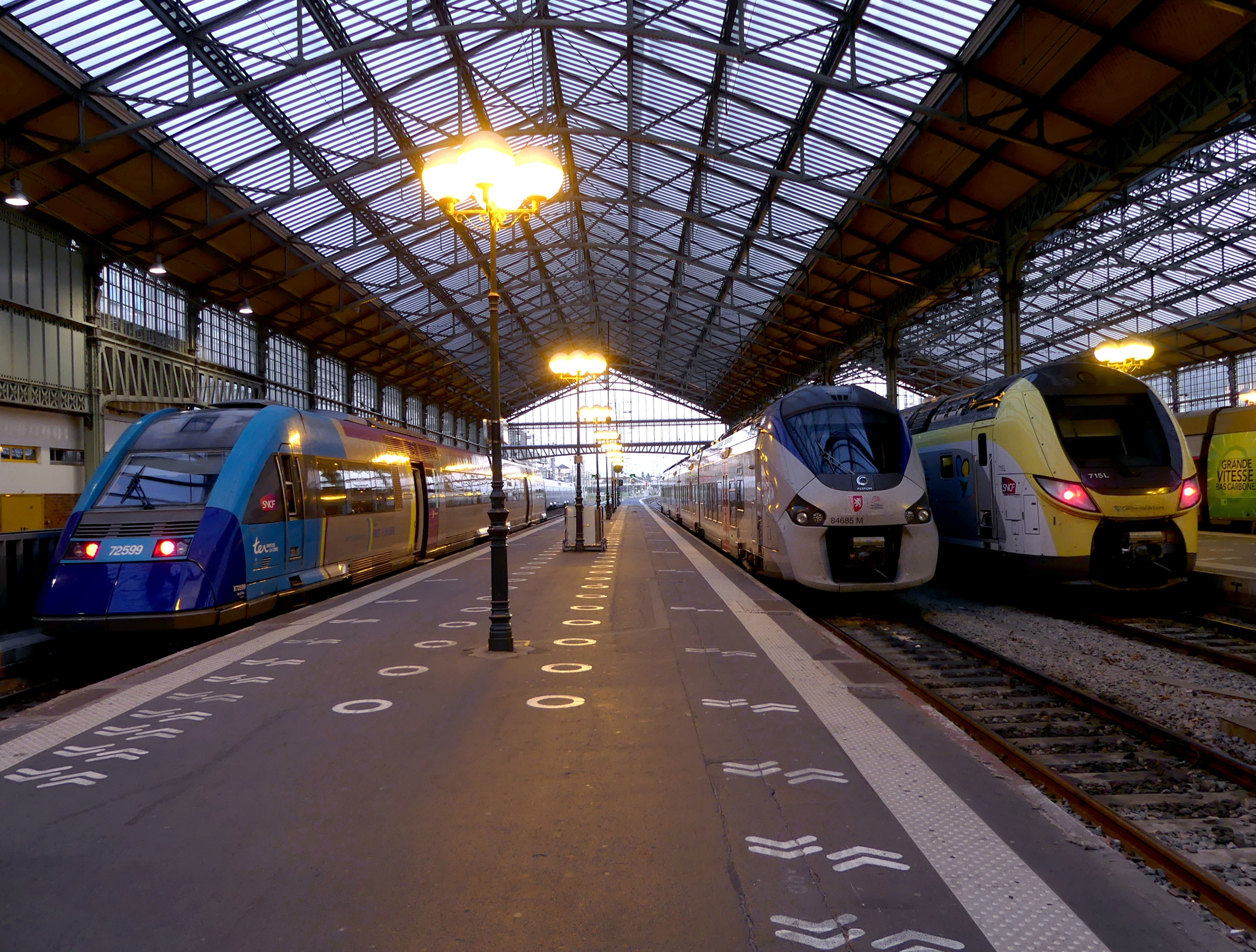
Rames TER aux livrées de 3 régions, en 2023.
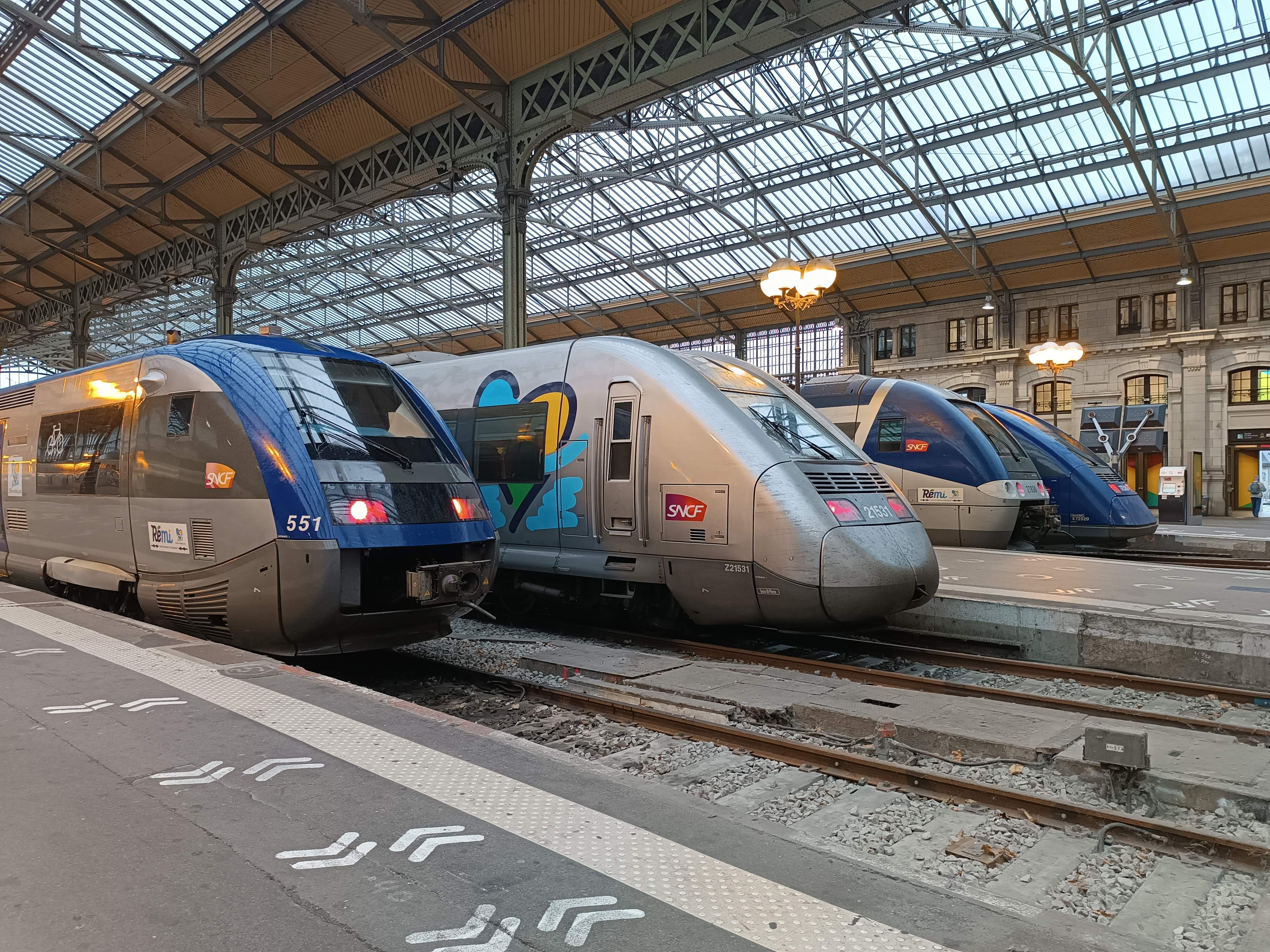
Vue de 4 rames TER de générations différentes fin 2023.
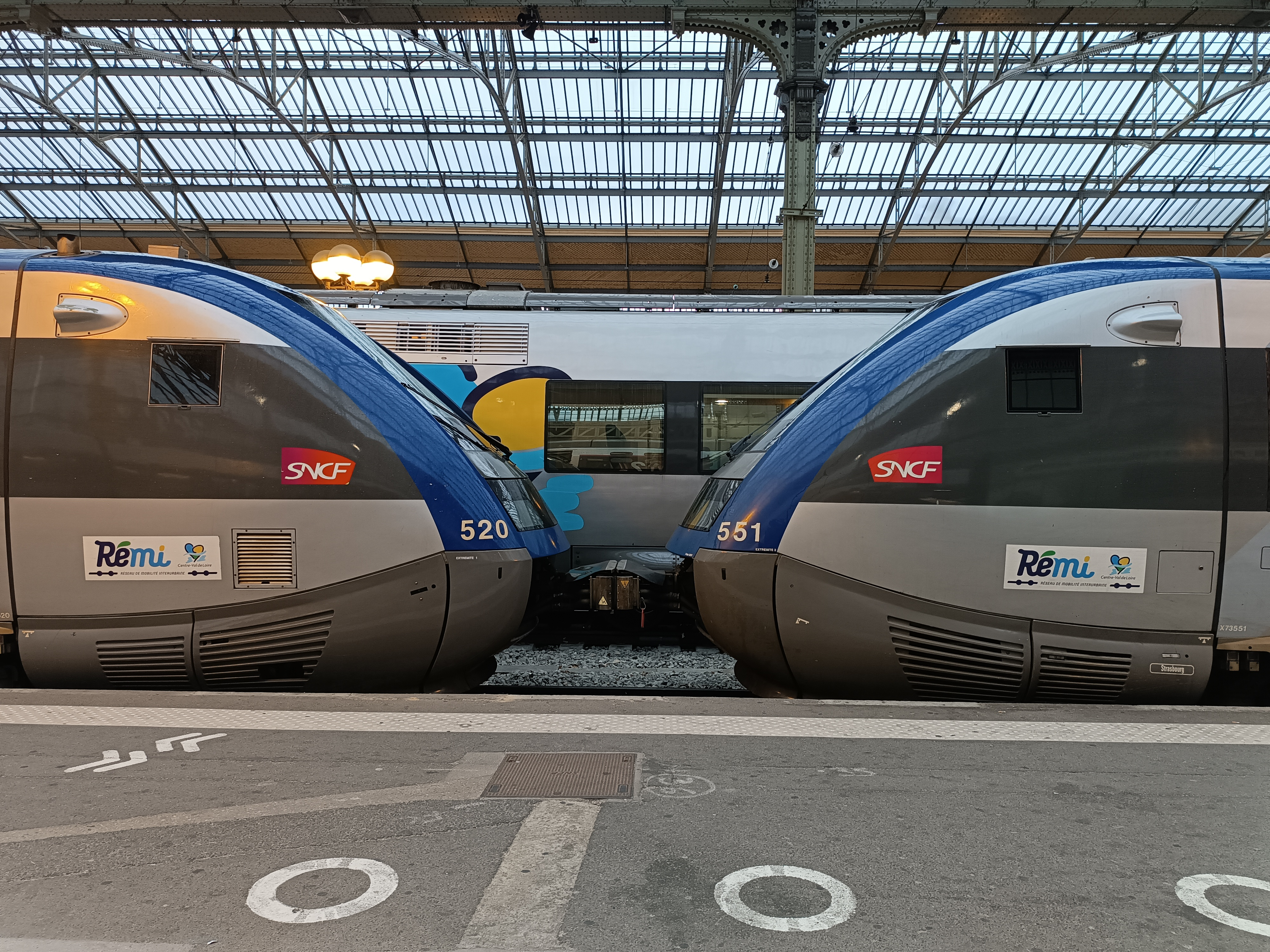
Une unité multiple de deux X 73500 en 2023.
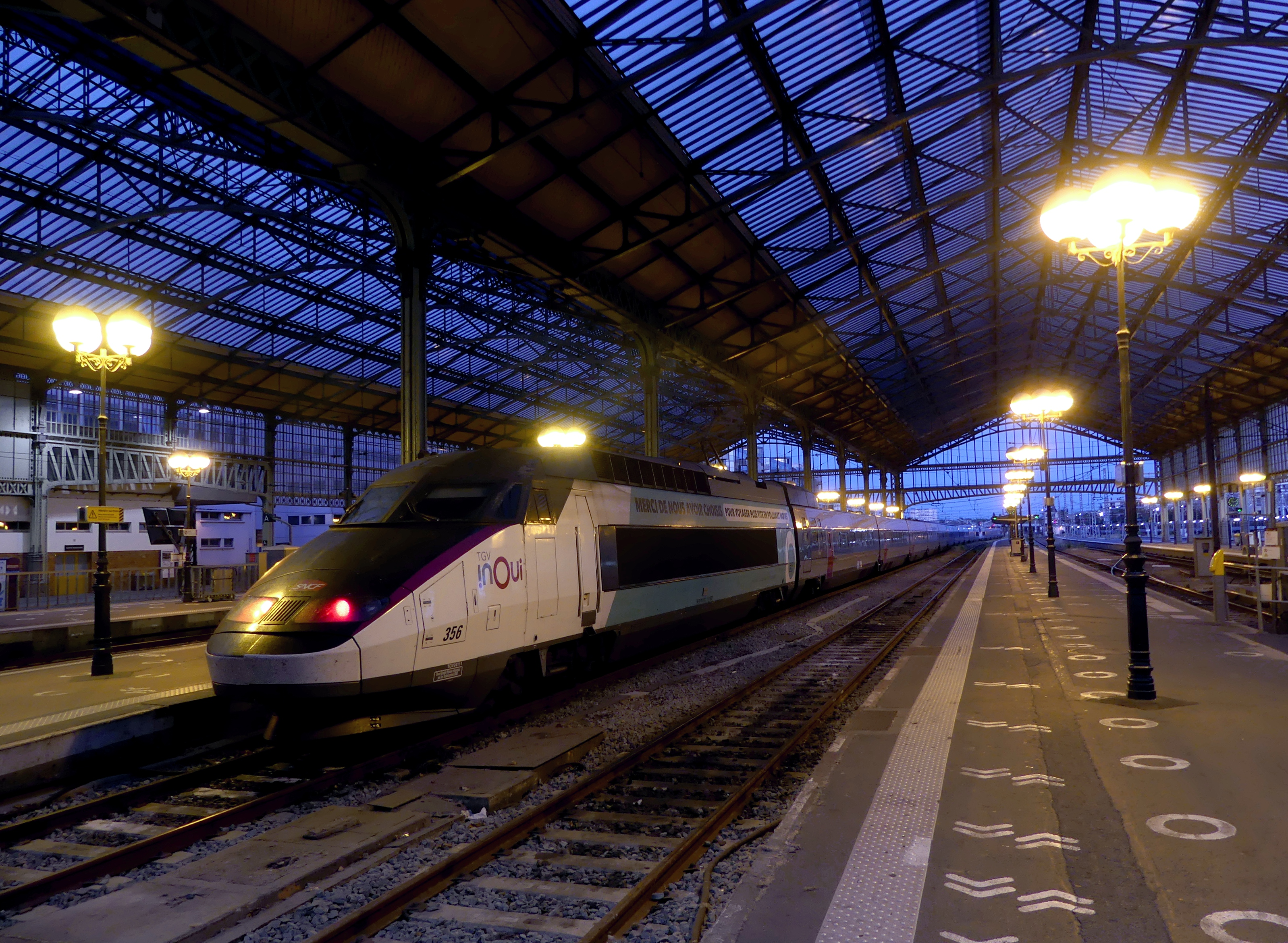
Une rame TGV Atlantique en livrée Carmillon en soirée en 2023.

### Intermodalité

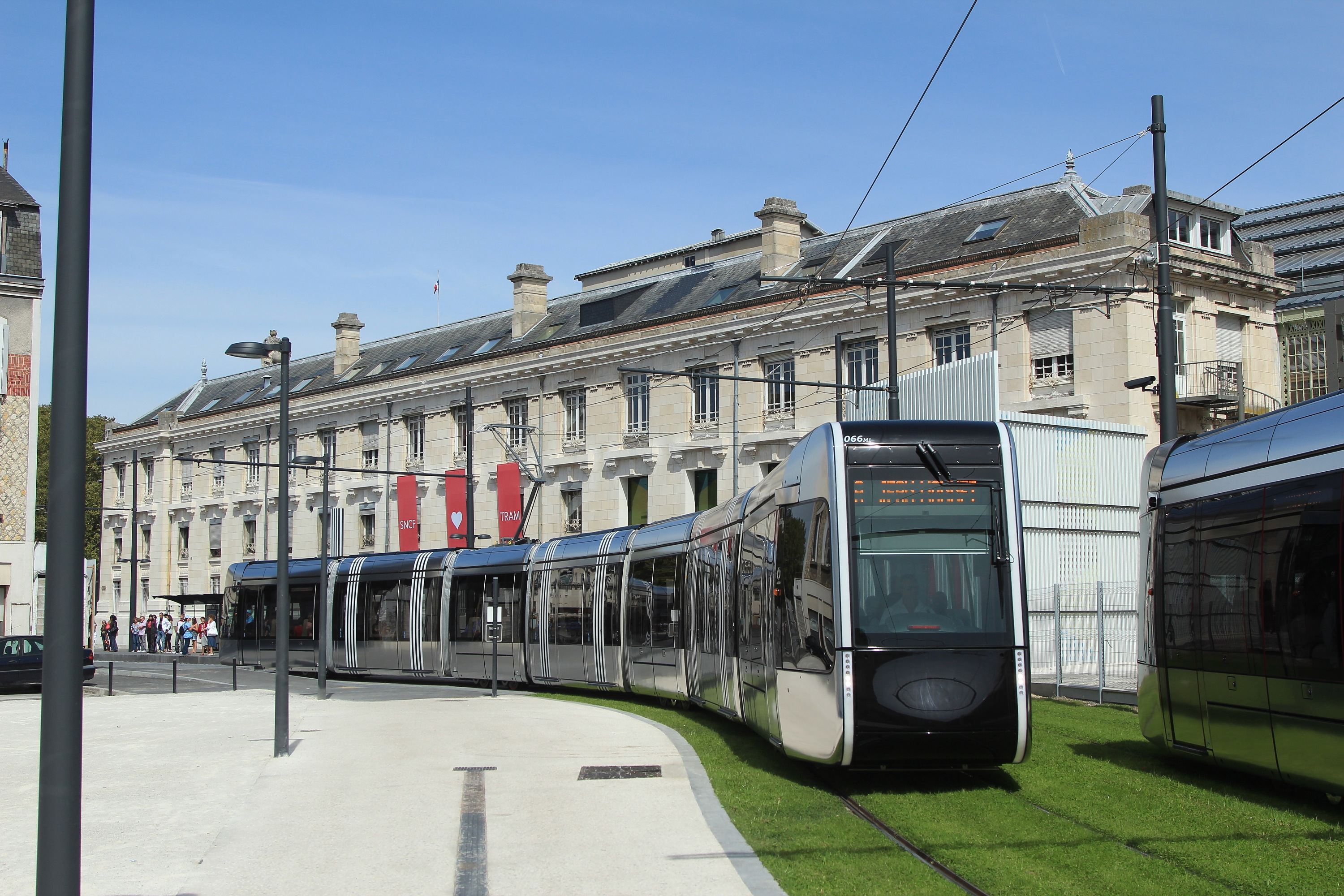
Deux tramways devant le nouvel accès de la gare, en 2013.

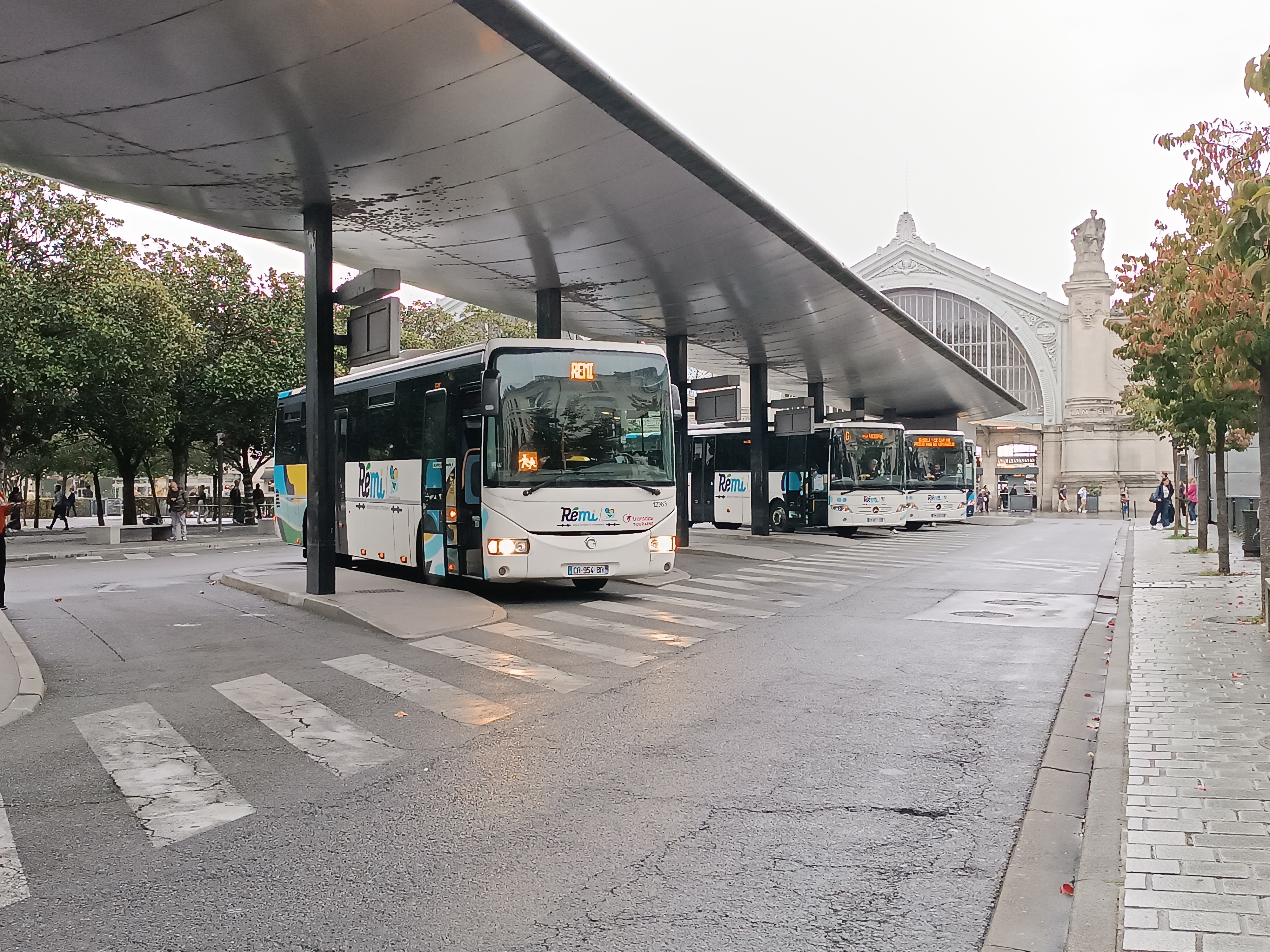
Gare routière des lignes "Rémi" devant la gare.

La gare est en correspondance avec le réseau de transports urbains Fil bleu et notamment la ligne A du tramway de Tours mis en service le 31 août 2013. À cette occasion, un nouvel accès a été créé sur la façade ouest de la gare (rue de Nantes) pour permettre une correspondance directe depuis la salle des pas perdus .
Elle est également en correspondance avec la ligne 2 Tempo qui est une ligne de bus à haut niveau de service (BHNS) et les lignes de bus 3a/b, 5, 10, 11, 14, 15, 34, 50, 60, 70, 72 et 74, soit directement devant la gare (arrêt Gare de Tours), soit à l'extrémité du parvis, sur le boulevard Heurteloup (arrêt Gare Vinci).
L'accès au Réseau de mobilité interurbaine (Rémi) se fait sur le parvis de la gare à la halte routière.

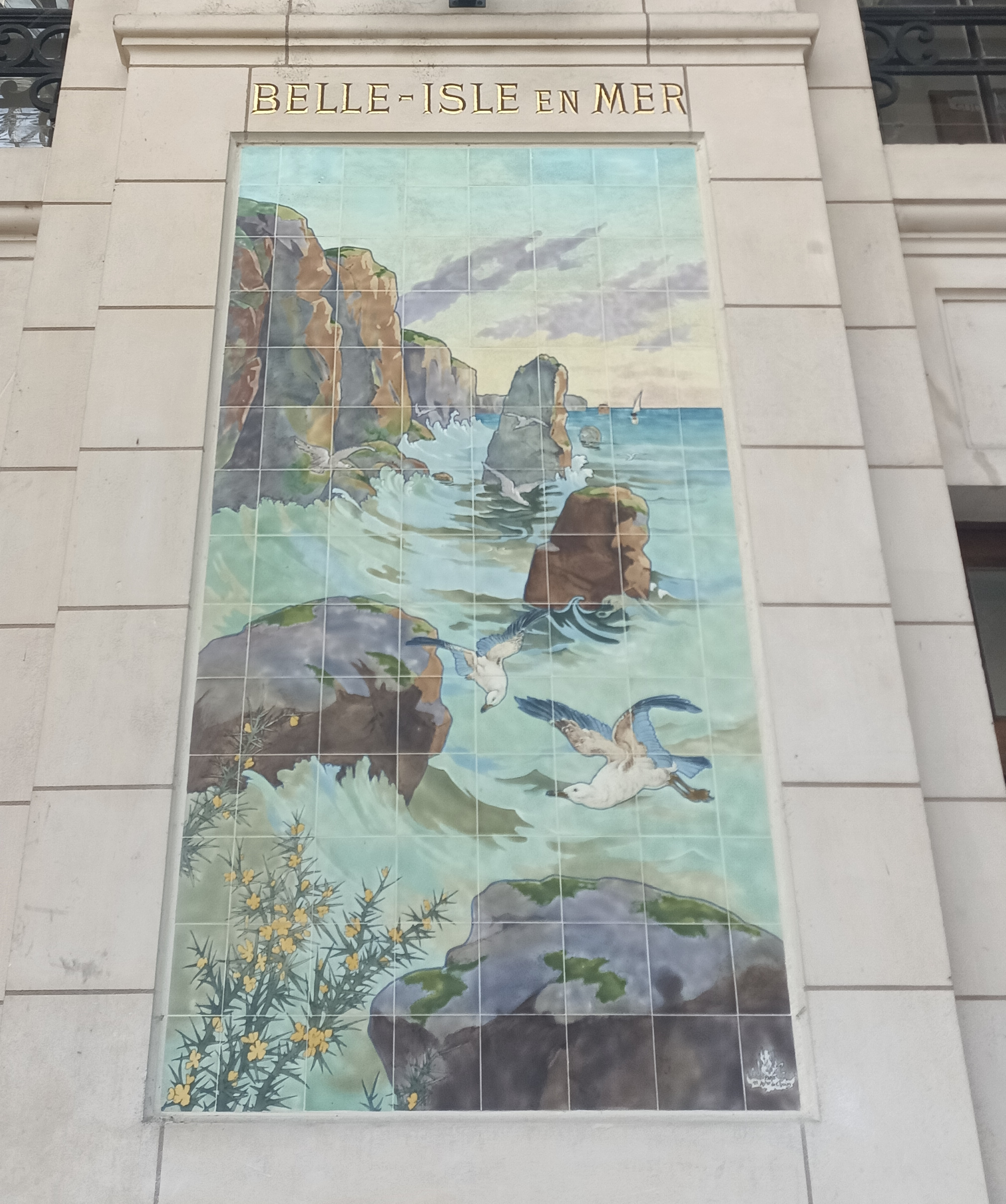
Plusieurs destinations sont illustrées dans la gare.

Des circuits scolaires organisés par des communautés de communes ou des syndicats intercommunaux des transports scolaires (SITS) des communes voisines desservent également la gare de Tours, à la halte routière.
Jusqu'au 17 octobre 2015, un service de navette pour l'aéroport de Tours Val de Loire était disponible à la halte routière, pour tous les départs et arrivées des vols Ryanair.

## Service des marchandises
Cette gare est ouverte au trafic fret.